# Hajná Nová Ves
Hajná Nová Ves (hongrois : Szeptencújfalu) est un village de Slovaquie situé dans la région de Nitra.

## Histoire
Première mention écrite du village en 1358.

## Démographie

### Évolution de la population
| Année:               | 1994. | 2004.   | 2014.   | 2024.   |
| -------------------- | ----- | ------- | ------- | ------- |
| Nombre de personnes: | 348   | 349     | 333     | 347     |
| Différence:          |       | +0,28 % | -4,58 % | +4,20 % |

| Année:               | 2023. | 2024.   |
| -------------------- | ----- | ------- |
| Nombre de personnes: | 345   | 347     |
| Différence:          |       | +0,57 % |